# شوکوسنزای واکاشو
شوکوسنزای واکاشو (به ژاپنی: 続千載和歌集 Shokusenzai Wakashū)، یک گلچین امپراتوری ژاپنی ( چوکوسن واکاشو) از واکا (شعر) در حدود سال ۱۳۲۰ پس از میلاد، دو سال پس از اینکه امپراتور بازنشسته امپراتور گو-اودا آن را برای اولین بار در سال ۱۳۱۸ سفارش داد.